# Viehofner Seen
Das Naherholungsgebiet Viehofner Seen ist ein 53 ha umfassendes Areal im St. Pöltner Stadtteil Viehofen. Die Seen wurden früher Paderta Seen, nach Karl Paderta, der die Seen zur Schottergewinnung ausheben ließ, genannt.

## Gastronomie und Sport
Am Ufer des großen Sees befindet sich das Restaurant Seedose, wo regelmäßig Lesungen, Livekonzerte und DJ-Lines stattfinden.

### Sport
Angeboten werden
- Bootverleih (Tretboote, Ruderboote, Kanadier, Picknickboote)
- Surfmöglichkeit
- Laufstrecken
- Walkingstrecken
- Radstrecken[4]

## Geschichte
Das Areal war bis in die 1940er Jahre eine naturbelassene Au. Im Zweiten Weltkrieg befand sich dort ein Zwangsarbeiterlager für 126 Personen, zumeist ungarische Juden.
1966 wurde die Bewilligung zum Betrieb einer Sand- und Schottergewinnungsanlage erteilt. Der Abbau wurde ab 1967 von dem Pottenbrunner Unternehmer Karl Paderta durchgeführt. Bis 1985 entstanden durch den Abbau die beiden Seen.
Nachdem die Stadt St. Pölten sich seit der Einstellung des Abbaus um die Seen bemüht hatte, konnte sie die Seen im Sommer 2003 erwerben. Sie erhielt die Seen als Gegenleistung zu den Aufschließungskosten der Gartenstadt am Kremser Berg.
Im Februar 2005 wurde das neue Nutzungskonzept für die Viehofner Seen präsentiert.
Im April 2005 wurde vom St. Pöltner Gemeinderat der naturnahe Ausbau beschlossen. Der kleinere der beiden Seen sowie das gesamte Westufer sollte der Fauna und Flora erhalten bleiben. Für einen Schwimmsteg, eine Kinderbadebucht und eine WC-Anlage wurden 150.000 € genehmigt.
Anfang Juni 2006 war der „See-Hafen“ (Stege für Ruderboote), eine Surfer-Rampe und ein 30 Meter langer Liegesteg mit Schwimmplattform benutzbar.

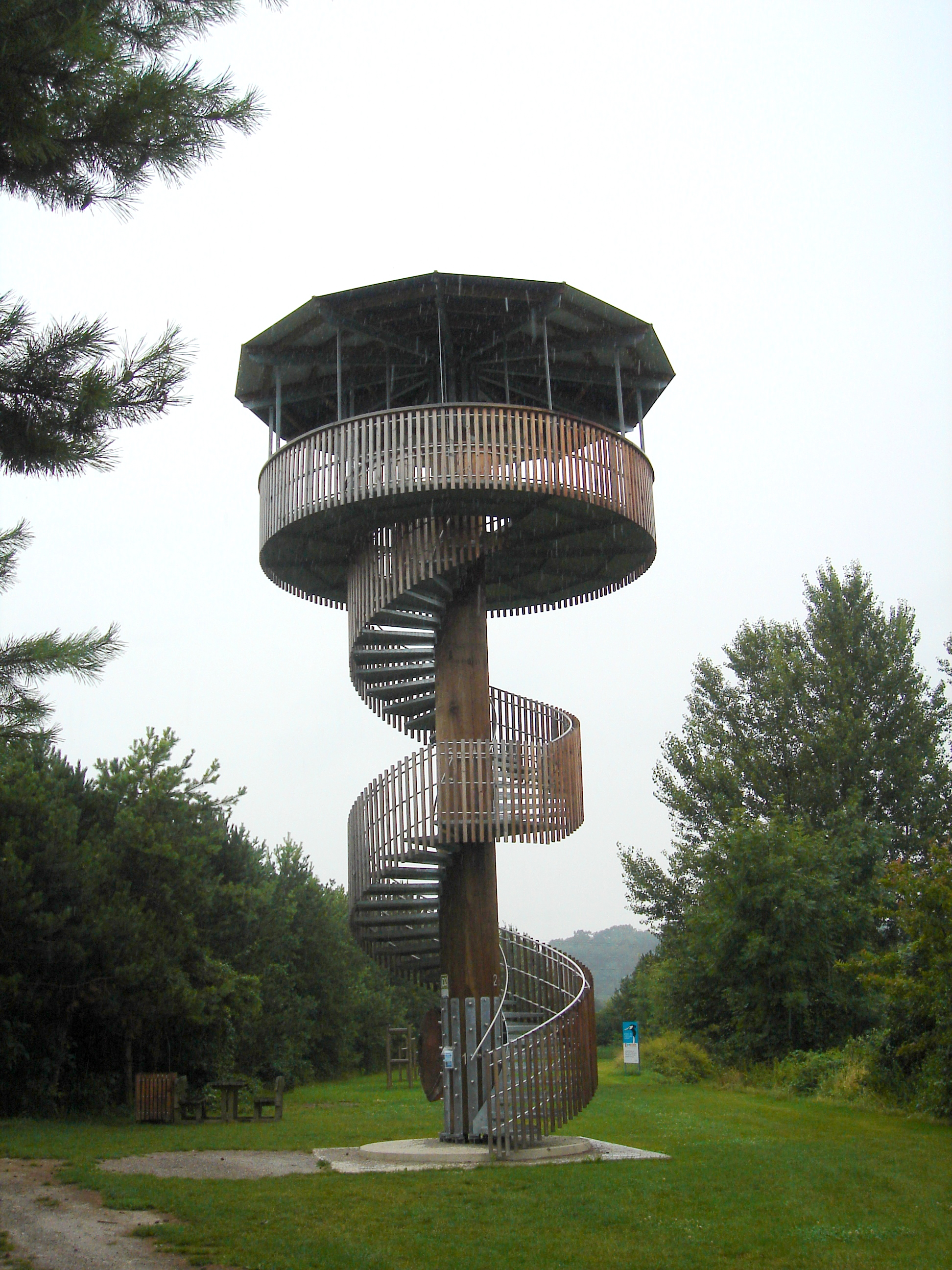
Der 2006 eröffnete Aussichtsturm

Die 103 Meter lange überdachte Fußgänger- und Radfahrerbrücke über die Traisen zwischen den Viehofner Seen und dem Ratzersdorfer See wurde im September 2006 eröffnet. Dafür wurden rund 500.000 Euro investiert. Zwei Tage später wurde zwischen den beiden Viehofner Seen ein 11,5 Meter hoher Aussichtsturm eröffnet.

## Flora und Fauna
Das Areal besteht aus den zwei Seen mit insgesamt ca. 24 ha, der Rest besteht aus Aulandschaft bzw. aus nachträglich aufgeforsteten Schwarzföhrenmonolkulturen. Neben den gefährdeten Gehölzen Schwarz-Pappel und Feldulme ist auch der in St. Pölten seltene Schmalblättrige Rohrkolben am Teichufer zu finden.
Im kleinen Teich sind große Teppiche mit dem gefährdeten Schwimmenden Laichkraut zu finden.
Seit der Stilllegung entwickelten sich die Seen zu einem bedeutenden Lebensraum für in Niederösterreich bereits äußerst selten gewordene Vogelarten wie zum Beispiel für den Schwarzhalstaucher, den Gänsesäger und den Eisvogel. Insgesamt sind hier über 70 Vogelarten anzutreffen, davon 38 Arten auch brütend.
Daneben stellen die Teiche einen wichtigen Lebensraum für Amphibien und Reptilien dar. Es wurden bisher Teichfrosch, Erdkröte, Ringelnatter und Blindschleiche festgestellt.
Außerdem wurden zumindest 15 Libellenarten wie Königslibelle, Hufeisen-Azurjungfer, Becherazurjungfer, Große Heidelibelle und Frühe Heidelibelle gefunden.
Der nördliche Teich mit seinen großen Wasserpflanzenbeständen ist für die Libellenfauna wichtig, dort wurde auch die seltene rote Feuerlibelle entdeckt.
Für die Entwicklung der Viehofner Seen erhielt die Stadt St. Pölten 2006 einen Sonderpreis des Naturschutzbundes.

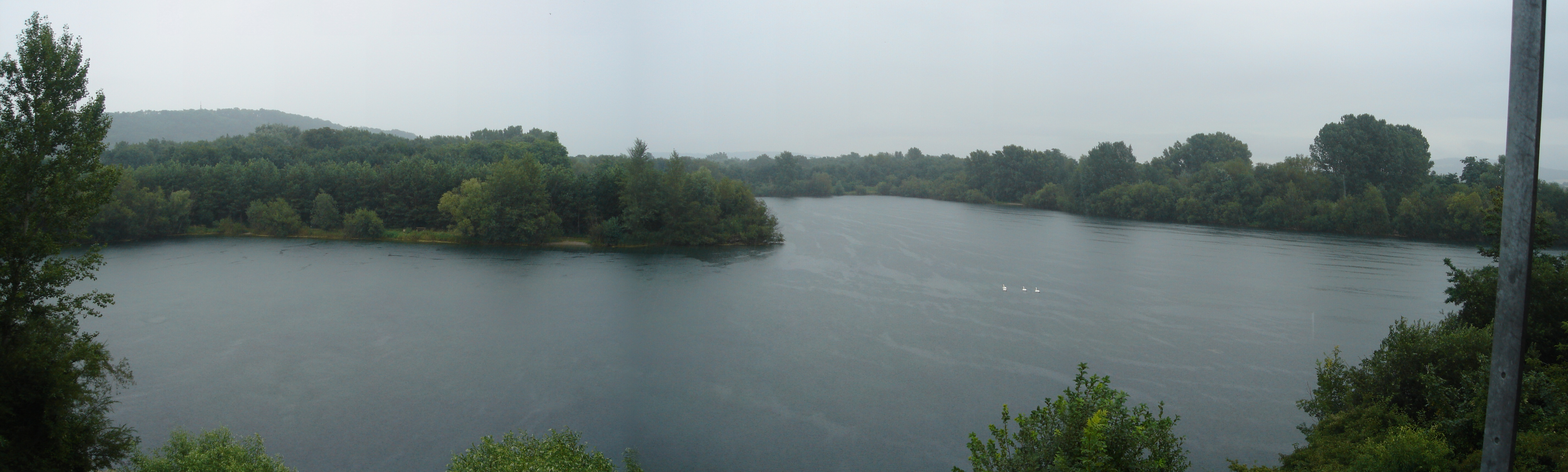
Panoramabild kleiner See

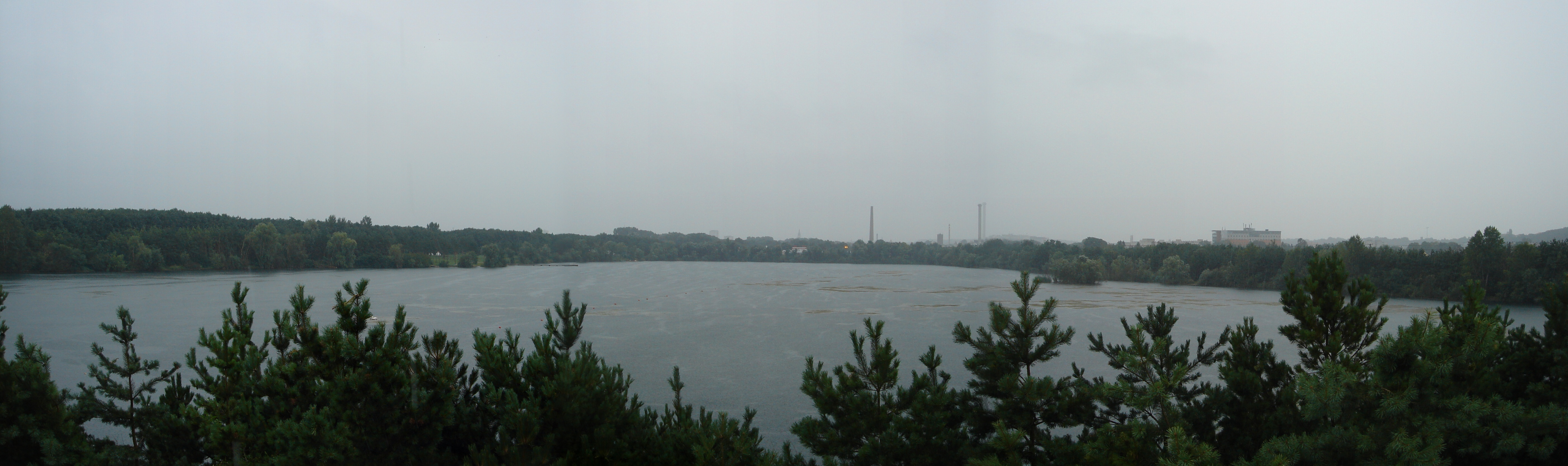
Panoramabild großer See